# Forges d'Engelsberg
Vous lisez un « article de qualité » labellisé en 2019.
Les forges d'Engelsberg (en suédois : Engelsbergs bruk) sont un ensemble de fonderie et de forge, ainsi que divers bâtiments associés, situé près du village d'Ängelsberg, dans la région minière du Bergslagen en Suède.
Au XIVe siècle, un bergsman (paysan libre qui outre ses activités agricoles produit aussi du fer) d'origine allemande nommé Englika établit un haut fourneau et une forge utilisant l'énergie des rapides de la rivière Snytenån (ou Snytsboån). Le village d'Englikobenning est né, et des bergsmän s'y succèdent pour gérer les fourneaux et les forges. La situation change à la fin du XVIIe siècle, le gouvernement suédois souhaitant céder l'activité des forges à la noblesse pour en augmenter la production. C'est ainsi que Per Larsson Höök, anobli Gyllenhöök, établit en 1681 sur le site un haut fourneau qu'il nomme « Engelsberg », puis dans les années qui suivent, une forge pour affiner le métal en fer forgé. Son fils prend le relais et établit même un manoir à proximité, mais les difficultés financières forcent la famille Gyllenhöök à vendre Engelsberg en 1728 à un autre noble : Lorentz Niclas Söderhielm. Celui-ci assure l'expansion du complexe, à la fois en rénovant ses fonderies et forges mais aussi en achetant petit à petit le reste d'Englikobenning aux bergsmän, si bien que l'ensemble du village prend maintenant le nom d'Engelsberg. La famille Söderhielm garde le contrôle du complexe jusqu'en 1788, l'apogée des forges d'Engelsberg ; c'est ainsi qu'une grande partie des bâtiments visibles de nos jours datent de cette époque.
En 1788, les forges sont rachetées par Anders Hebbe, puis à sa mort sont reçues en héritage par la famille de sa femme, la famille Timm. C'est une époque de grands développements techniques et la famille Timm modernise le fourneau et la forge dans la première moitié du XIXe siècle. Mais cela ne suffit pas pour se maintenir dans un environnement de plus en plus concurrentiel et, en 1890, la production est arrêtée. La Première Guerre mondiale offre un contexte favorable et l'entreprise A. Johnson & Co rachète le complexe et reprend la production, mais ce n'est que de courte durée, les forges étant à nouveau arrêtées en 1919. Cependant, le directeur de l'entreprise est passionné par les forges et entreprend de les rénover. L'État se joint à cet effort à partir de 1974, le complexe étant déclaré byggnadsminne. Ces efforts sont finalement récompensés en 1993 lorsque le site est inscrit sur la liste du patrimoine mondial de UNESCO, en tant qu'exemple le plus complet et le mieux préservé des fonderies suédoises des XVIIe et XVIIIe siècles.

## Géographie
Les forges d'Engelsberg sont situées près du village d'Ängelsberg dans la commune de Fagersta du comté de Västmanland. Elles sont ainsi incluses dans la vaste région minière du Bergslagen, et plus précisément dans le bergslag (un district minier) de Norberg.
Les forges sont situées le long de la rivière Snytenån, qui forme des rapides pour descendre les douze mètres de dénivelé entre le lac de Snyten et son embouchure dans le lac Åmänningen où elle rejoint le cours de la Kolbäcksån,. À ce niveau, la Snytenån a un bassin versant d'environ 240 km2 et un débit moyen de 2 m3/s. La Kolbäcksån rejoint ensuite le lac Mälar.

## Histoire

### Englikobenning: les premières forges
Le fer est exploité dans la région de Norberg depuis l'âge du fer, initialement sous forme de fer des marais, mais à partir d'environ 1100 se développent les premières mines, où l'on fracture la roche par dépilage par le feu. La plus ancienne mine connue en Suède est justement à Norberg, nommée dans un document de 1303, et c'est aussi là qu'apparaît l'un des plus anciens hauts fourneaux d'Europe : Lapphyttan, datant probablement du XIIe siècle.

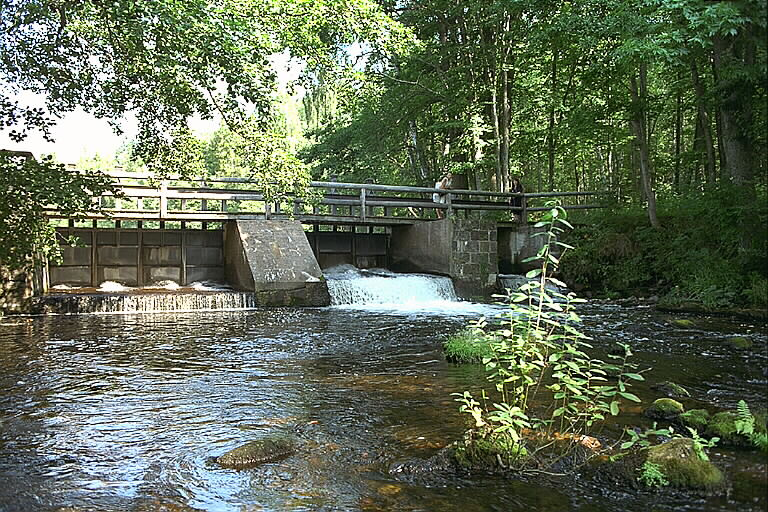
Le barrage sur la Snytenån au niveau de la forge ; l'énergie hydraulique est un élément essentiel de l'industrie du fer à partir du XIIIe siècle.

La région est idéale pour cette industrie minière balbutiante : elle  offre non seulement d'importantes quantités de minerai de fer, mais aussi de vastes forêts et un riche réseau hydrographique pouvant alimenter les forges. À partir du XIIIe siècle avec les débuts de la roue à aubes dans la région, les forges sont déplacées à proximité des rivières, où le courant peut alimenter des scies mais surtout des soufflets, un élément essentiel du haut fourneau lui permettant d'atteindre les températures suffisantes pour la production de fonte. Les fonderies et forges sont alors le plus souvent gérées par des bergsmän (singulier, bergsman), des paysans libres qui outre l'agriculture extraient le minerai, exploitent la forêt pour produire du charbon de bois et enfin fondent et forgent le fer, le tout rythmé par les saisons. Ils possèdent souvent les fonderies et forges en coopérative avec d'autres bergsmän.
Au XIVe siècle, Englika, un habitant de Västerås d'origine allemande (surtout connu pour être le grand-père de l'homme d'État Engelbrekt Engelbrektsson), achète aux bergsmän du village de Stabäck le terrain correspondant au site actuel d'Engelsberg et y établit une première forge avec haut fourneau. Ce site prend alors le nom d'Englikobenning (littéralement, « l'habitation » ou « le bâtiment d'Englika »).
Comme les autres forges de la région, Englikobenning produit du fer osmond qui est ensuite exporté vers le reste de l'Europe. Cependant, à partir du XVIe siècle, le fer forgé se vend nettement plus cher que le fer osmond et l'osmond suédois est retravaillé en fer forgé à Danzig avant d'être réexporté vers le reste de l'Europe. Le roi suédois Gustave Ier Vasa décide alors de moderniser la production suédoise pour exporter directement du fer forgé et ainsi augmenter la valeur de cette important exportation. Vers la fin du siècle, de nombreuses forges se munissent ainsi de martinets, dont la forge d'Englikobenning. Le royaume suédois achève cette transformation en interdisant totalement l'exportation d'osmond en 1604. Dans les années 1640, la forge d'Englikobenning est occupée de manière saisonnière par quatre bergsmän. Elle comprend trois martinets, construits respectivement en 1597, 1614 et 1624. La production totale est modeste, atteignant par exemple 800 kg de fonte brute en 1625.

### Per Larsson Höök et la fondation des forges d'Engelsberg
Le XVIIe siècle marque un développement très important de l'industrie du fer en Suède. Le royaume connaît alors plusieurs guerres et a un important besoin d'armes et donc de métal. La situation à l'export est aussi très favorable, avec en particulier les Pays-Bas et l'Angleterre comme importants marchés. L'importante demande en bois de l'industrie du fer bride la production dans la plupart des pays européens, et offre à la Suède, dotée d'un vaste domaine forestier, un avantage compétitif. Le pays connaît alors une importante migration d'ouvriers wallons, dont en particulier Guillaume de Bèche et Louis De Geer, qui apportent avec eux leur savoir-faire et modernisent l'industrie du fer dans le royaume. Le gouvernement augmente fortement son contrôle sur la production en créant le Bergskollegium, institution chargée de réguler cette industrie. Afin de moderniser la production, le gouvernement décide d'interdire la construction de forges aux bergsmän et, à la place, de confier la production de fer forgé aux riches marchands et à la noblesse, qui peuvent assumer des investissements plus importants que ce que les coopératives de bergsmän peuvent se permettre. Ces derniers sont ainsi cantonnés à la mine et à la production de fonte brute.
C'est précisément ce qui se passe autour d'Englikobenning : à la fin du XVIIe siècle, Per Larsson Höök commence à acheter des terrains près du village ainsi que des grands domaines forestiers et, en 1681, il fait construire un haut fourneau auquel il donne le nom d'Engelsberg. Ce dernier se situe juste au nord de l'actuel manoir, et Per Larsson fait aussi construire un barrage pour améliorer les conditions hydrauliques. Il demande aussi la permission au Bergskollegium d'établir une forge en 1684, mais l'administration ne semble pas convaincue par le projet ; durant le long processus administratif, Per Larsson continue cependant à développer le complexe. Il est anobli en 1687 sous le nom Per Larsson Gyllenhöök et, la même année, le Bergskollegium donne finalement son aval au projet, sous certaines conditions telles que l'obligation de n'utiliser que son propre charbon de bois. Per Larsson avait aussi acheté une des forges de bergsmän et le haut fourneau de Stabäck non loin de là, ainsi que la moitié du haut fourneau d'Englikobenning. Il possède aussi d'autres complexes, en particulier à Högfors où il réside. Il n'a ainsi à Engelsberg qu'une maison mineure pour ses visites occasionnelles. En 1695, Engelsberg produit 135 tonnes de fer par an.

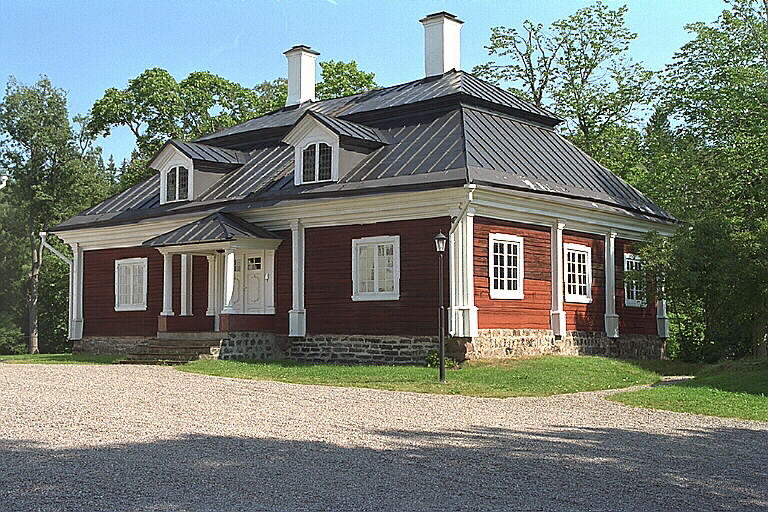
L'aile est de l'actuel manoir. Le manoir de Gyllenhöök avait probablement un style similaire.

À sa mort en 1706, son fils Anders prend en charge le domaine. Avec sa femme Maria, ils font construire un premier manoir sur le site. Engelsberg est alors un petit village actif où les ouvriers d'Anders et les bergsmän travaillent côte à côte ; il y a alors quatre barrages, trois hauts fourneaux, trois forges et une scierie. Cependant, la conjoncture se détériore rapidement : l'ère faste de l'Empire suédois touche à sa fin, la Russie commence à concurrencer la Suède sur le marché international et de mauvaises conditions météorologiques assèchent la rivière : la production est presque réduite à néant pendant une année entière. En 1712, des investisseurs de Stockholm prennent le contrôle de la forge, mais ne redressent pas la situation ; en 1714, le fourneau construit par Per Larsson est arrêté et, en 1728, le complexe est vendu à Lorentz Niclas Söderhielm.

### La famille Söderhielm et le renouveau des forges
Lorentz Niclas Söderhielm est un ancien lieutenant-colonel de l'armée suédoise qui, en raison de blessures reçues au combat, a quitté l'armée et s'est reconverti pour devenir maître de forges. Il travaille et vit initialement à Norns bruk en Dalécarlie mais déménage aux forges d'Engelsberg avec sa famille en 1730. Le contexte économique est à nouveau favorable et Söderhielm essaie d'améliorer le complexe : dès 1729, il demande au Bergskollegium la permission d'étendre la forge, mais l'autorisation tarde, si bien qu'il finit par s'adresser directement au parlement et reçoit l'autorisation en 1748. Une des raisons du retard est que le gouvernement veut restreindre la production pour éviter une pénurie de bois dans le pays. En outre, cette restriction permet de maintenir un cours élevé car la Suède jouit d'un quasi-monopole sur le fer forgé. Outre l'expansion de sa forge, Söderhielm étend son domaine en acquérant progressivement les possessions des bergsmän. Le nom Englikobenning a alors essentiellement[pas clair] disparu et, au milieu du siècle, toute la partie à l'ouest de la rivière s'appelle Engelsberg.
Le manoir de Gyllenhöök est partiellement détruit en 1746, probablement par un incendie ; la construction d'un nouveau manoir commence alors. En plein dans l'ère de la Liberté, la vie culturelle était florissante, et ceci se reflète clairement dans le manoir, avec ses intérieurs riches et soignés. Lorentz Niclas meurt en 1760 et c'est sa veuve Aletta Maria Cederberg qui gère la forge à sa suite, jusqu'à ce qu'elle décède à son tour en 1772. Leur fils Lorentz Petter Söderhielm reprend l'affaire. Ce dernier a 19 enfants et il étend donc le manoir en faisant construire dans les années 1780 une aile ouest (aussi appelée l'aile de Söderhielm, Söderhielmska flygeln) et deux tours rondes en pierre de laitier dans l'alignement des ailes,. Il rénove aussi la plupart des bâtiments du domaine selon les standards esthétiques de l'époque. Il construit enfin en 1778-1779 un nouveau haut fourneau (pour remplacer l'ancien devenu vétuste) puis une nouvelle forge, qui sont les bâtiments que l'on peut visiter de nos jours. Malgré une conjoncture économique difficile, Engelsberg est devenue l'une des plus importantes forges du Bergslag de Norberg et connaît donc ses heures de gloire. La production de la forge atteint par exemple 264 tonnes de fer par an en 1767, près du double de 1695. Finalement, la famille Söderhielm est celle qui a constitué l'essentiel du domaine tel qu'on peut le visiter aujourd'hui.

### La famille Timm: modernisation et déclin
Lorentz Petter meurt en 1784 et sa veuve Christiana Gustafva Cedercreutz assure alors la gestion jusqu'à sa mort en 1788. Anders Hebbe, maître de forges à Högfors, achète alors les forges, mais il laisse d'autres personnes les gérer en son nom. Durant ces 37 ans, les principaux changements sont l'érection de nombreux logements pour ouvriers, si bien qu'en 1829, le domaine compte une centaine de bâtiments. Anders Hebbe meurt sans héritier en 1825 ; sa femme Anna Catharina Hebbe, née Timm, est morte cinq ans auparavant. Le neveu d'Anna Catharina, Gabriel Casper Timm, hérite d'un tiers du domaine, mais il s'arrange avec les autres héritiers et prend ainsi la complète possession d'Engelsberg avec sa femme. Cependant, il décide qu'un tiers du domaine sera géré comme un fidéicommis dont il est le tenant. Il rénove le manoir, mais respecte en grande partie le style de décoration intérieure hérité de l'ère des Söderhielm et il transforme également le parc.
Les strictes régulations de l'industrie et du commerce sont fortement assouplies dans la première moitié du XIXe siècle et, en particulier, les quotas de production sont abrogés en 1846. D'autre part, de nombreux progrès techniques sont réalisés à cette époque : la famille Timm est très intéressée par l'essai de plusieurs de ces nouveautés à Engelsberg et ces forges deviennent ainsi parmi les plus modernes de Suède. En 1848, un four à gaz est installé pour améliorer le débit de grillage du minerai, en 1861, le haut fourneau est agrandi pour en améliorer l'efficacité et la capacité, etc.. La production est aussi augmentée grâce à l'extension de la période d'activité de la fonderie, de quatre mois par an environ au début du siècle à l'année entière vers la fin du siècle.

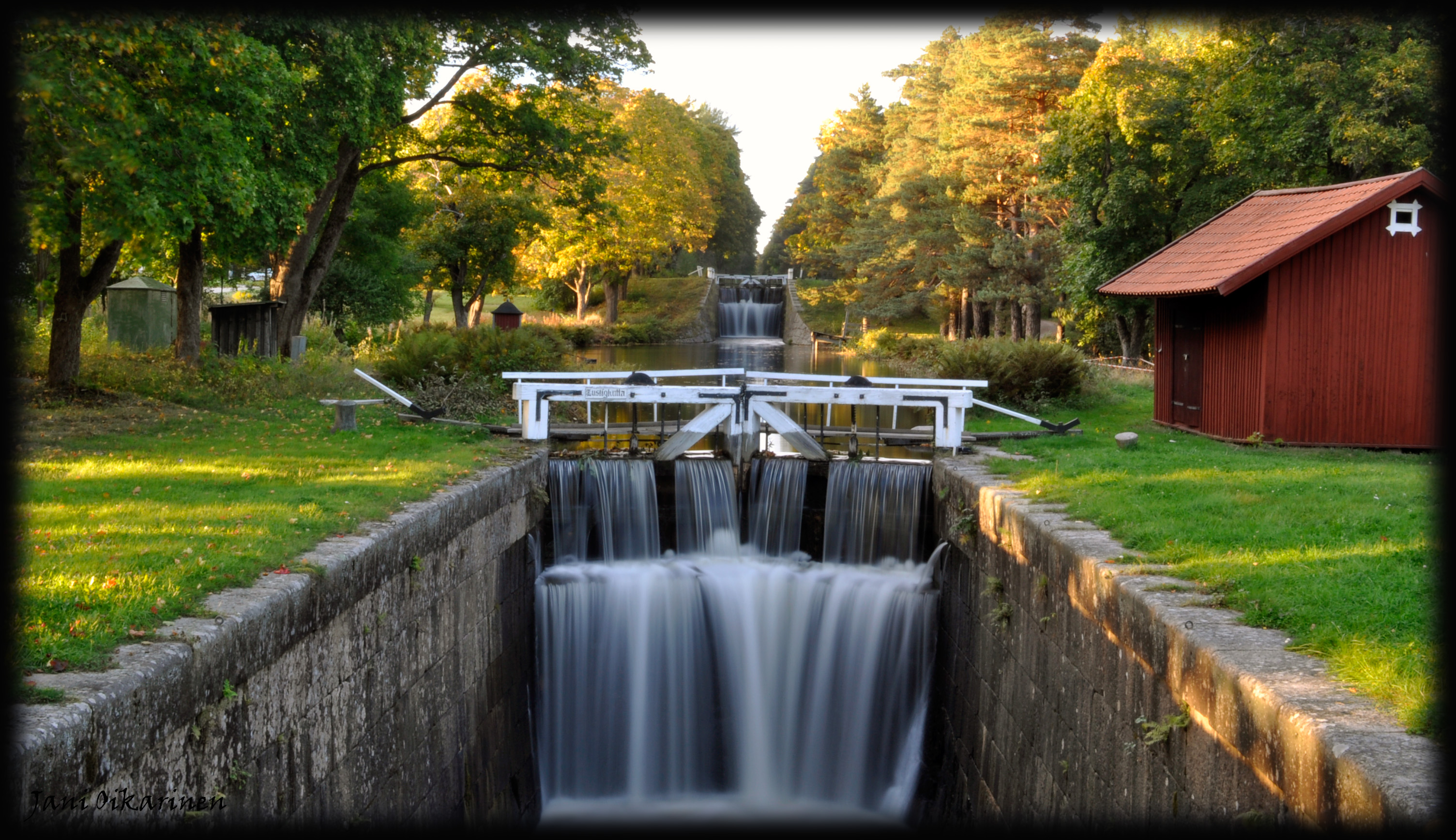
Les écluses de Lustigkulla sur le canal de Strömsholm, près d'Hallstahammar.

Les conditions de transport sont aussi significativement améliorées : initialement, les ressources (minerai et charbon de bois) étaient principalement transportées en hiver, sur les cours d'eau gelés, dans des attelages d'environ 450 kg tirés par des chevaux. Le fer forgé était en revanche souvent exporté en été, en bien plus petites quantités. Cela pouvait représenter jusqu'à des milliers de convois juste pour les forges d'Engelsberg. Mais en 1795, le canal de Strömsholm est inauguré, qui permet le transport fluvial du fer du Bergslagen vers le lac Mälar le long de la Kolbäcksån. En outre, en 1845, la construction d'un canal latéral le long de la Snytenån et passant par Engelsberg est discutée, mais le plan est finalement abandonné au profit d'une voie ferrée, la ligne Engelsberg–Norberg ouverte en 1856. Cette ligne permet le transport du minerai directement des mines de Norberg aux fourneaux d'Engelsberg.
Dans les années 1830 et 1840, l'essentiel de l'export des forges d'Engelsberg est dirigé vers les États-Unis, le marché britannique ayant fortement décliné. Mais dans les années 1840, les États-Unis adoptent une politique plus protectionniste et deviennent autosuffisants à leur tour. La guerre de Crimée offre un répit, le prix du fer forgé atteignant des niveaux records, mais rapidement les difficultés reviennent et, en 1869, la forge fait faillite. Deux bergsmän des environs rachètent les deux tiers du complexe, le tiers restant étant toujours administré comme fidéicommis. Gabriel Casper Timm meurt l'année suivante, et son fils Paul August Timm prend le contrôle du fidéicommis, mais se concentre sur l'agriculture. Il meurt peu après, en 1878, et en attendant la majorité de son fils Clas Gabriel (en 1887), c'est son frère Otto Gabriel qui gère le fidéicommis. Mais dans un environnement de plus en plus concurrentiel, les forges se taisent à nouveau en 1890.

### La famille Johnson: dernières tentatives et postérité

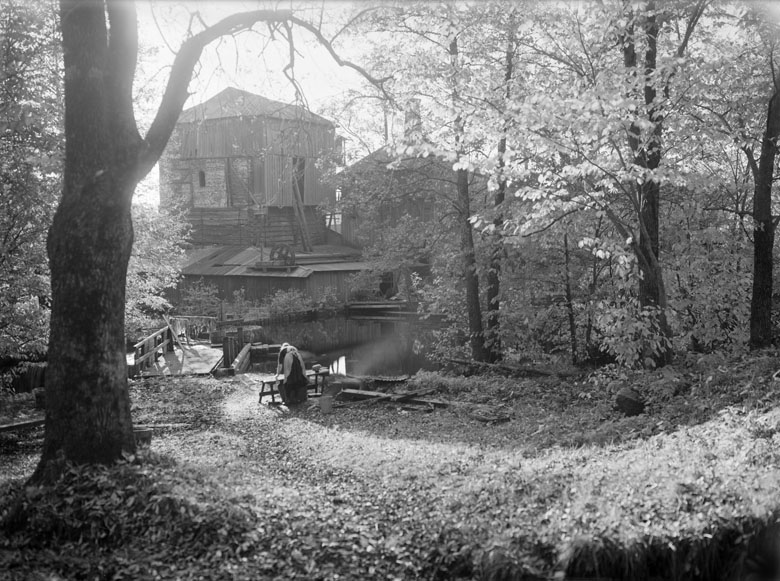
Le haut fourneau après 1919.

En 1891, le complexe est géré par les forges de Fagersta, qui louent la forge par exemple entre 1898 et 1908 pour travailler de la ferraille. En 1915, la Première Guerre mondiale augmente significativement la demande en fer, et l'entreprise A. Johnson & Co achète alors les forges et reprend la production de fer. En 1916, le groupe Avesta Jernverk AB acquiert à son tour la partie du complexe sous fidéicommis. La demande est telle qu'en 1917, une forge en briques est ajoutée à Engelsberg et la Suède dans son ensemble bat son record de production de fer. Les conditions de travail sont cependant mauvaises, conduisant à une courte grève, et l'embellie n'est de toute façon que de courte durée, car déjà en automne 1917, les cours chutent. La reprise économique après la guerre est brève et, le 11 juin 1919, le haut fourneau est actif pour la dernière fois.

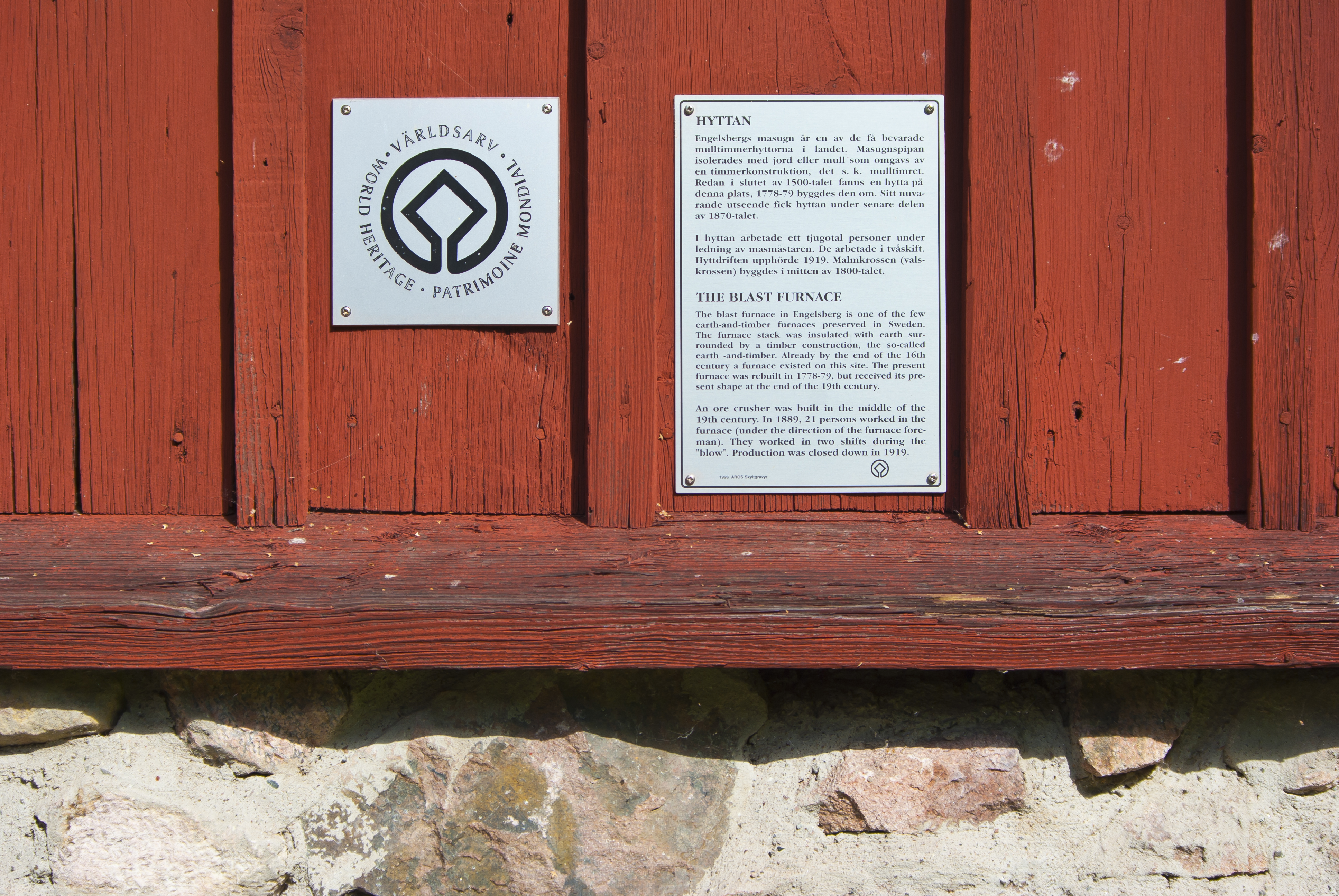
La plaque descriptive du patrimoine mondial sur le haut fourneau.

Malgré les difficultés, l'entreprise A. Johnson & Co survit à la crise économique, et les forges d'Engelsberg sont très importantes sentimentalement pour son directeur Axel Ax:son Johnson (sv). Il y effectue d'importantes réparations dans les années 1930 et, passionné par l'artisanat traditionnel, il fait visiter les forges, y employant même des forgerons pour illustrer les techniques traditionnelles. L'entreprise établit ses archives à Engelsberg en 1968 et entreprend des rénovations entre 1971 et 1975 en collaboration avec l'État suédois qui protège le complexe en 1974 comme byggnadsminne,. Les forges sont ainsi l'un des projets pilotes de la Suède à l'occasion de l'année européenne du patrimoine architectural en 1975. En 1986, l'écomusée de Bergslagen est fondé pour protéger le paysage culturel de la région, et inclut le domaine d'Engelsberg. Finalement, le site est classé au patrimoine mondial de l'UNESCO en 1993 d'après le critère (iv) avec la justification suivante :

« Critère IV : Engelsberg est un exemple remarquable de complexe industriel influent dans l’Europe des XVIIe et XIXe siècles, avec des vestiges technologiques importants et des bâtiments administratifs et résidentiels associés intacts. »

Ce classement motive une nouvelle campagne de rénovations entre 1993 et 1995. En parallèle, le site maintient une production industrielle, l'entreprise Engelsbergs Ventiler AB produisant depuis 1946 des vannes en acier inoxydable dans le bâtiment de la forge de 1917. Cependant, cette activité déménage à Fagersta en 2011, et l'usine à Engelsberg est reconvertie par Nordstjernan (la société d'investissement du groupe Axel Johnson qui est toujours propriétaire des forges) en centre de conférence. Ainsi, de nos jours, les forges d'Engelsberg sont avant tout un site touristique. Cependant, malgré la proximité de Stockholm et de bons moyens de communication, en particulier grâce à la ligne de chemin de fer, il est relativement méconnu du grand public et n'attire que 20 000 visiteurs par an, dont 6 000 payant la visite guidée.
L'ensemble du complexe a été menacé en 2014 par un gigantesque feu de forêt qui s'est propagé jusqu'à 500 m des forges.
Chronologie des forges d'Engelsberg.
■ Propriétaires des forges -  ■ Bâtiments d'exploitation -  ■  Bâtiments d'habitation -  ■ Mise en valeur patrimoniale

## Site

Carte du site.

### Bâtiments industriels

#### Le haut fourneau
Le haut fourneau est, avec la forge, l'un des deux principaux composants de la production de fonte. Il permet la production de fonte brute à partir de minerai de fer et de charbon de bois.
Une étape préliminaire est le chargement du minerai vers le four de grillage qui est facilité par une rampe et des wagons tirés par des chaînes actionnées par l'énergie hydraulique. Le grillage est l'opération de préparation du minerai, permettant entre autres de supprimer certains composés indésirables, dont l'eau et les carbonates. Jusqu'au début du XIXe siècle, cette étape est réalisée dans une fosse au nord du fourneau ; en 1848, la forge est équipée de son premier four de grillage, remplacé dans les années 1880 par un four à gaz, utilisant les gaz de haut fourneau acheminés par tuyaux du gueulard (la cheminée) du fourneau vers la base du four de grillage. Les températures pouvaient atteindre 1 200 °C et le four pouvait griller entre 25 et 40 tonnes de minerai par jour.
Le minerai est ensuite broyé grâce à un concasseur actionné par une roue à aubes avant de rejoindre le fourneau à proprement parler.

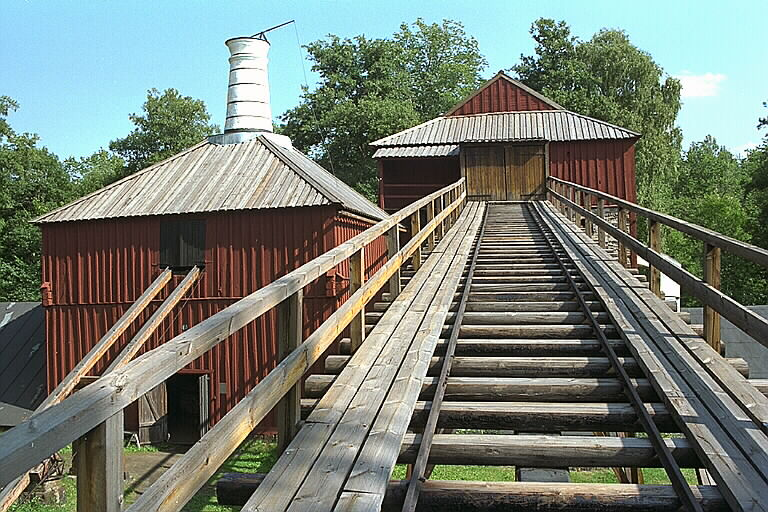
À gauche, le four de grillage et la rampe qui l'alimentait en minerai de fer. À droite, le haut fourneau avec la rampe qui l'alimentait en charbon de bois.
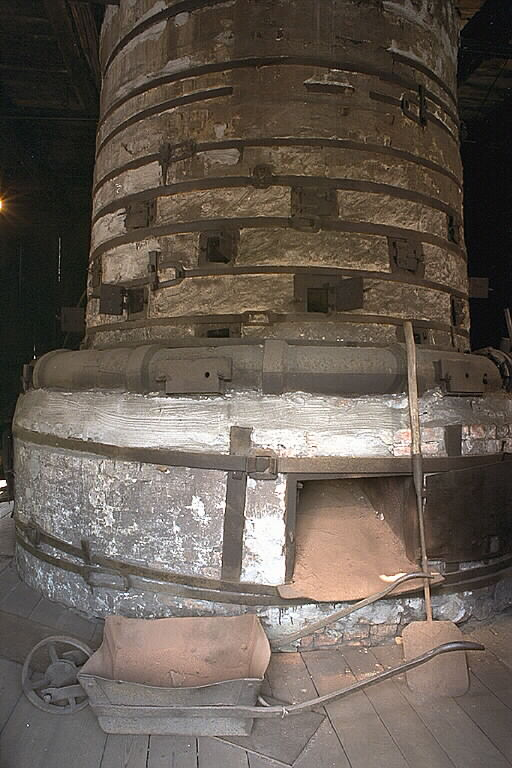
Intérieur du four de grillage.
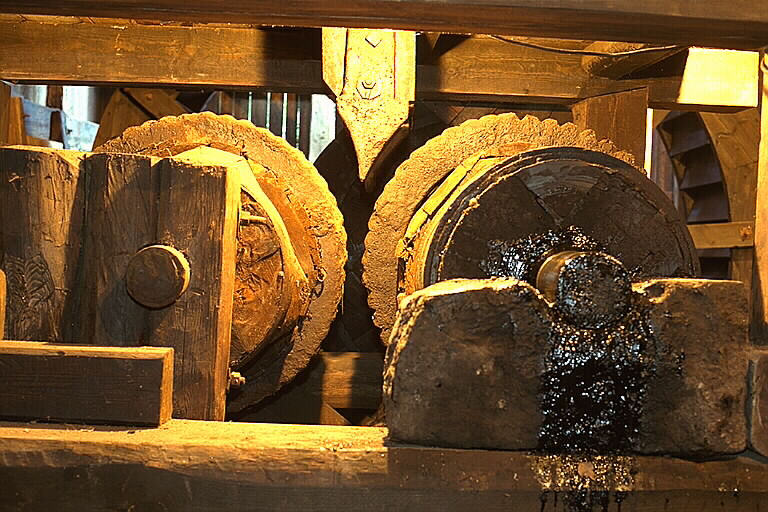
Concasseur de minerai.

Le minerai est rejoint dans le haut fourneau par le charbon de bois, qui a lui aussi une rampe dédiée et une traction par chaîne. Il y a eu plusieurs hauts fourneaux au cours de l'histoire d'Engelsberg, mais celui que l'on peut visiter de nos jours date de 1778-1779, avec quelques agrandissements au cours du XIXe siècle pour atteindre la hauteur actuelle de 12 m pour une capacité de 39 m3. Il est d'un type appelé en Suède mulltimmershytta, l'un des plus communs du pays, préféré en particulier par les bersgmän du fait entre autres d'un coût de construction inférieur à celui des fourneaux français utilisés par les Wallons. Il a une forme carrée, avec une base (le creuset) construite en pierre. La cuve (pipan), est aussi construite en pierre et a une section circulaire, mais est isolée par de la terre et du gravier (mull), le tout contenu dans une structure en bois (timmer signifie bois) qui justifie le nom de ce type de fourneaux. À partir du XVIIIe siècle, le bois est en général remplacé par de la pierre au niveau du ventre du fourneau pour réduire les risques d'incendie. Ainsi, l'extérieur du bâtiment est essentiellement en bois, peint avec du rouge de Falun sauf une petite section en pierre de laitier blanchie.
Plusieurs semaines étaient parfois nécessaires pour que le haut fourneau atteigne la température adéquate. Une fois celle-ci atteinte, on ajoute le fer broyé, du charbon mais aussi de la castine qui compense la présence de silicium dans le minerai de fer des mines de Norberg. Les températures élevées du fourneau sont permises grâce à l'utilisation d'une machine soufflante à trois cylindres, datant des années 1870 et activée par l'énergie hydraulique. L'air de la machine soufflante est préchauffé grâce à un four à vent chaud de la même époque, utilisant lui aussi les gaz de haut fourneau,. Dans le fourneau, le fer s'enrichit en carbone, ce qui réduit sa température de fusion et permet donc l'obtention de fonte brute, qui s'écoule par une ouverture dans le creuset et se solidifie ensuite dans des moules. Cette fonte brute est pesée et peut alors être acheminée à la forge.

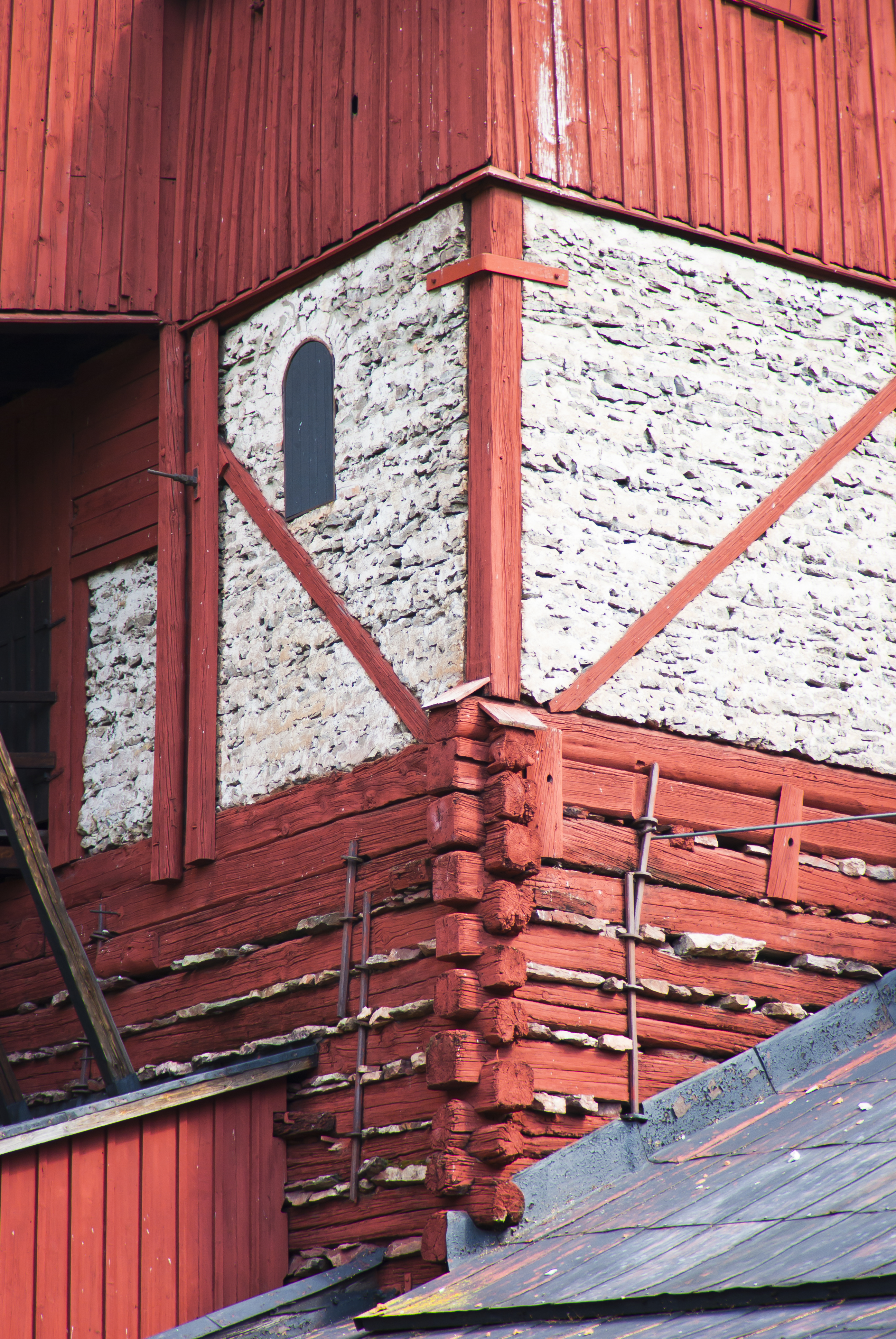
Vue détaillée de l'extérieur du haut fourneau.
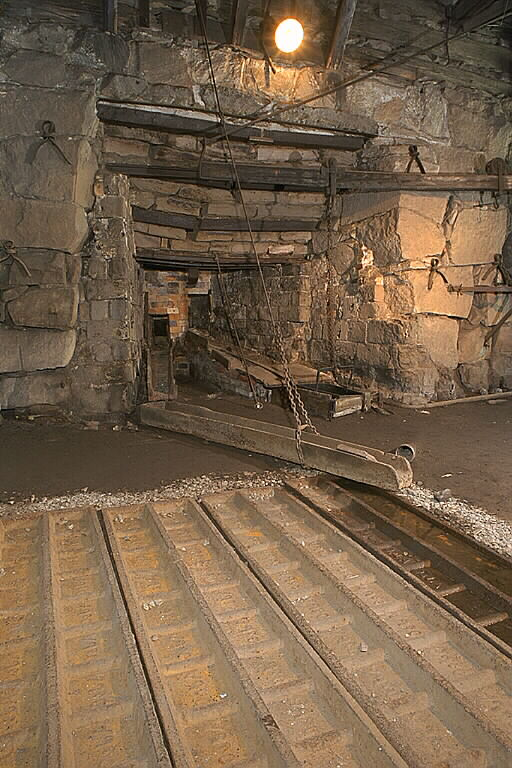
Trou de coulée du haut fourneau.
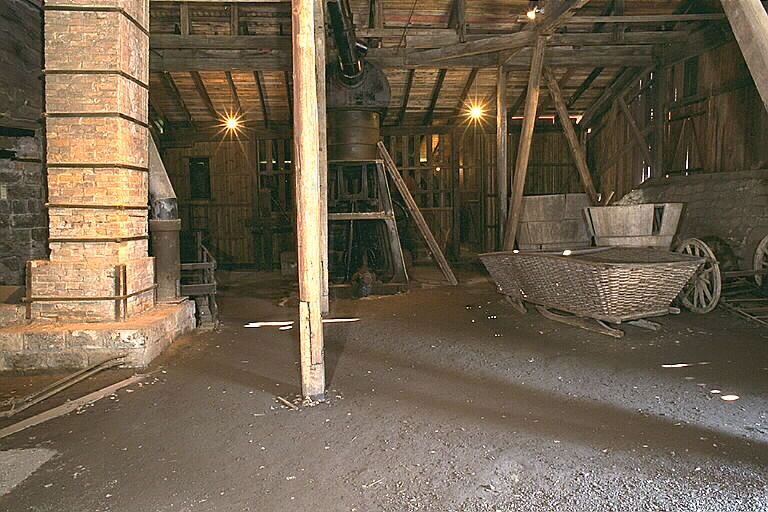
La machine soufflante en métal.
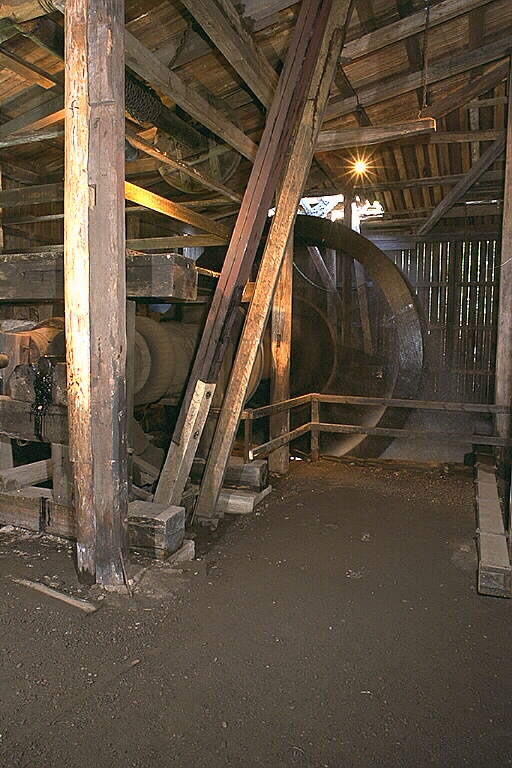
La roue à aubes du haut fourneau.

#### La forge
La fonte brute issue du haut fourneau contient environ 4 % de carbone, ce qui est trop élevé pour la plupart des applications. Il est donc nécessaire d'effectuer un affinage dont en particulier une décarburation, et celle-ci a lieu dans la forge.
La première forge est construite sur l'emplacement actuel, à proximité du manoir, en 1624, mais est reconstruite en 1779 et, enfin, prend l'apparence actuelle lors de la reconstruction de 1845. Elle est construite en briques et briques de laitier, puis couverte de plâtre et peinte en jaune.
Le procédé d'affinage évolue avec le temps. Lors de la construction de la forge, la méthode la plus courante est la méthode allemande, et la forge est donc munie de deux fours allemands. Ils sont remplacés en 1856 par des fours copiés sur la méthode comtoise, puis à nouveau en 1887 par des fours Lancashire, qui sont toujours préservés de nos jours,. La forge est aux abords de la rivière, et comprend une roue à aubes pour actionner la machine soufflante pour le four ainsi que deux martinets avec chacun leur roue à aubes dédiée. Ces derniers ont des fonctions différentes : le premier est utilisé pour le cinglage, tandis que le second sert au forgeage. La production de barres de fonte diminue progressivement vers la fin du XIXe siècle, la fonte étant vendue à des forges qui peuvent la laminer. Le martinet de forgeage est alors probablement utilisé uniquement pour la production locale.

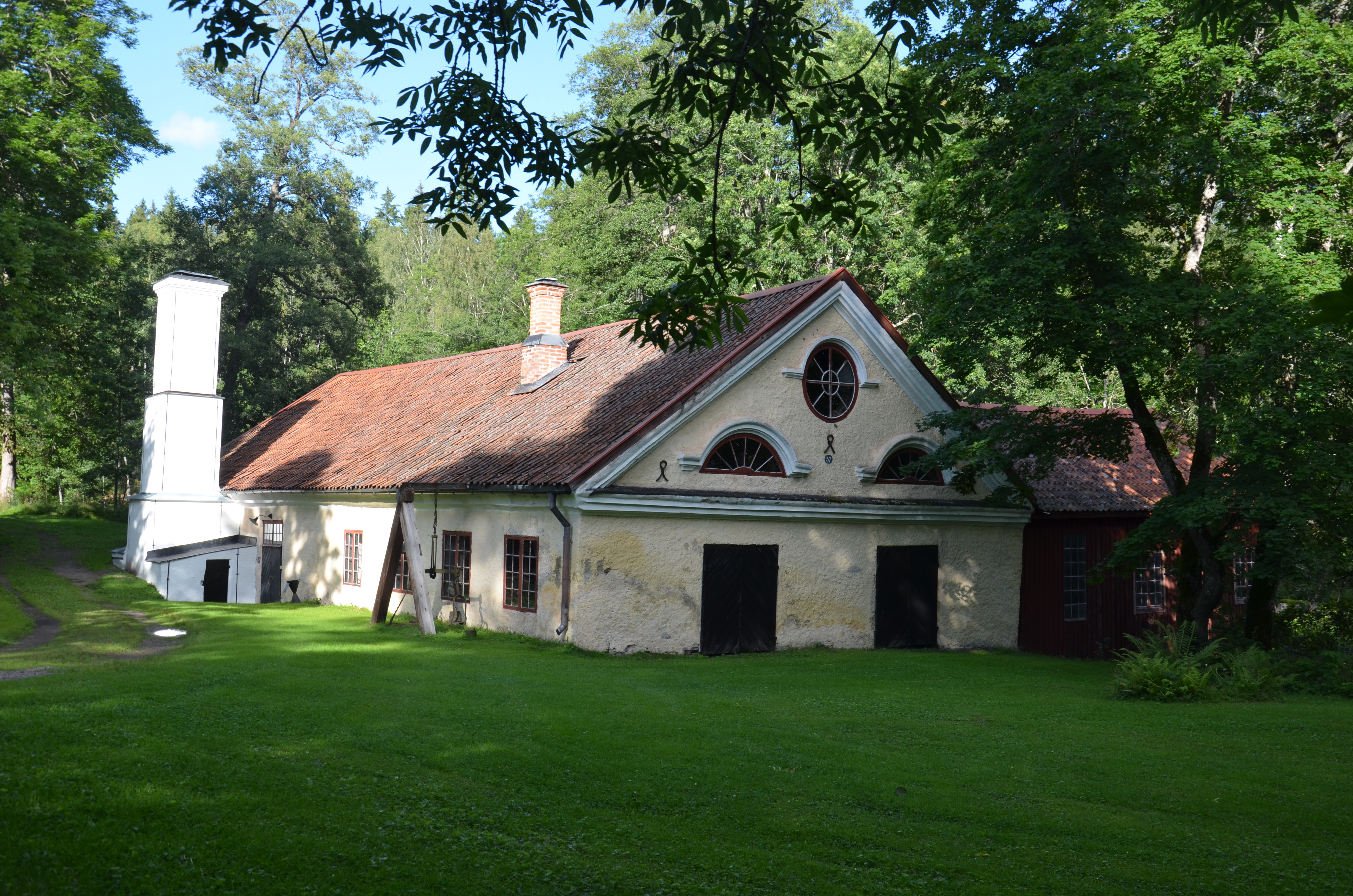
L'extérieur de la forge.
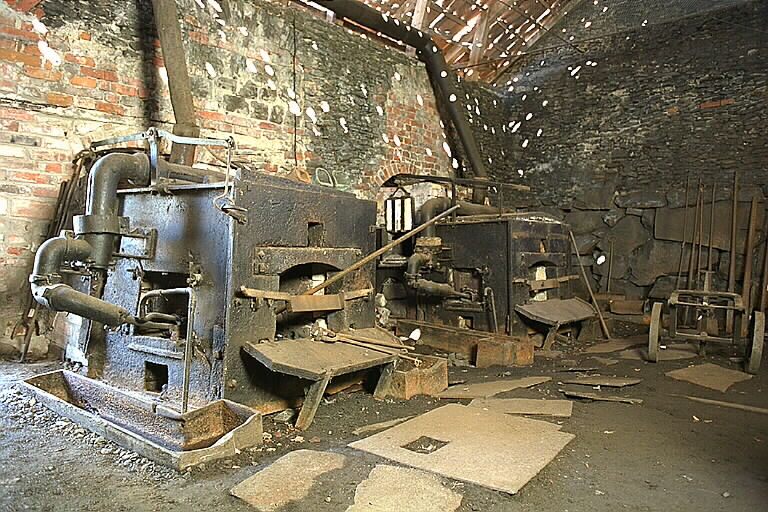
Le four.
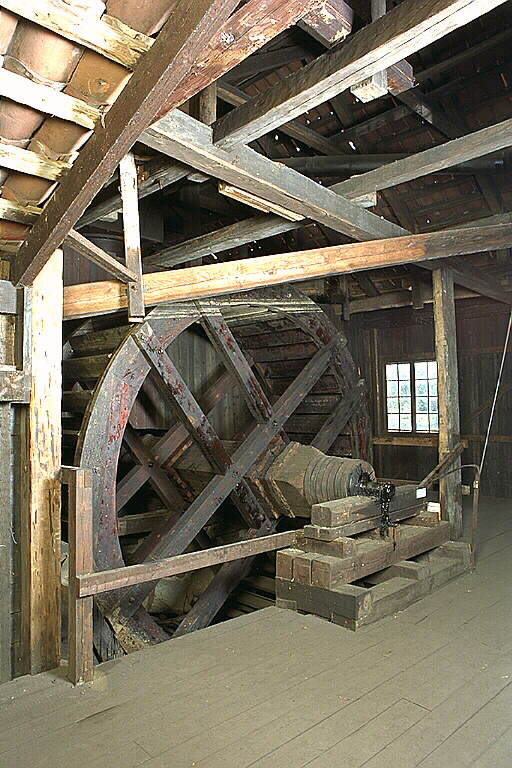
La roue à aubes.
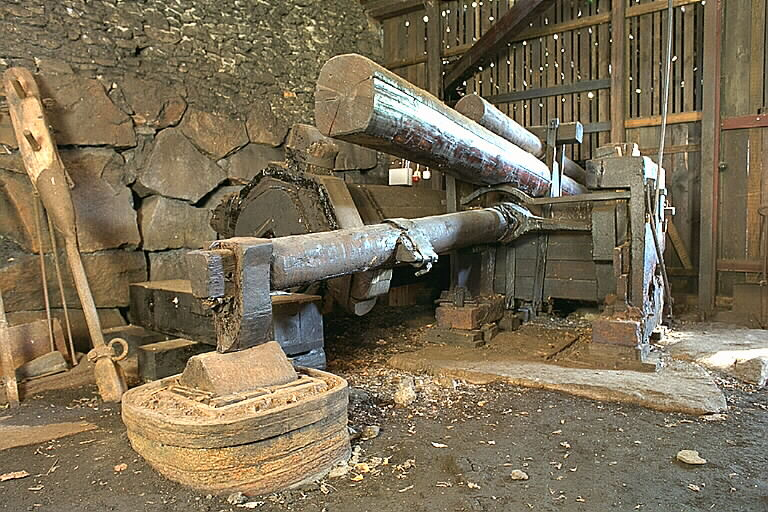
L'un des deux martinets.

### La communauté

#### Le manoir
Le manoir a changé de propriétaire à plusieurs reprises, et souvent, les nouveaux propriétaires ont apporté leur touche personnelle aux bâtiments, qui mélange donc des styles architecturaux différents. Il est situé sur une butte, non loin de la forge et juste devant les jardins.
Le plus ancien bâtiment est l'aile est, aussi appelée l'aile d'Engelbrekt (Engelbrektsflygeln) datant de la fin du XVIIe siècle et déplacé à la position actuelle dans les années 1740. Il s'agit d'une construction en bois massif empilé avec un toit säteritak caractéristique de l'époque carolienne (correspondant aux courants baroques). Le bâtiment est bas et large, et son plan intérieur est proche du standard de l'époque qui consiste en six pièces régulières,. Il est peint en rouge de Falun et en blanc, comme la plupart des bâtiments du site. Il servit de cuisine pour le manoir.

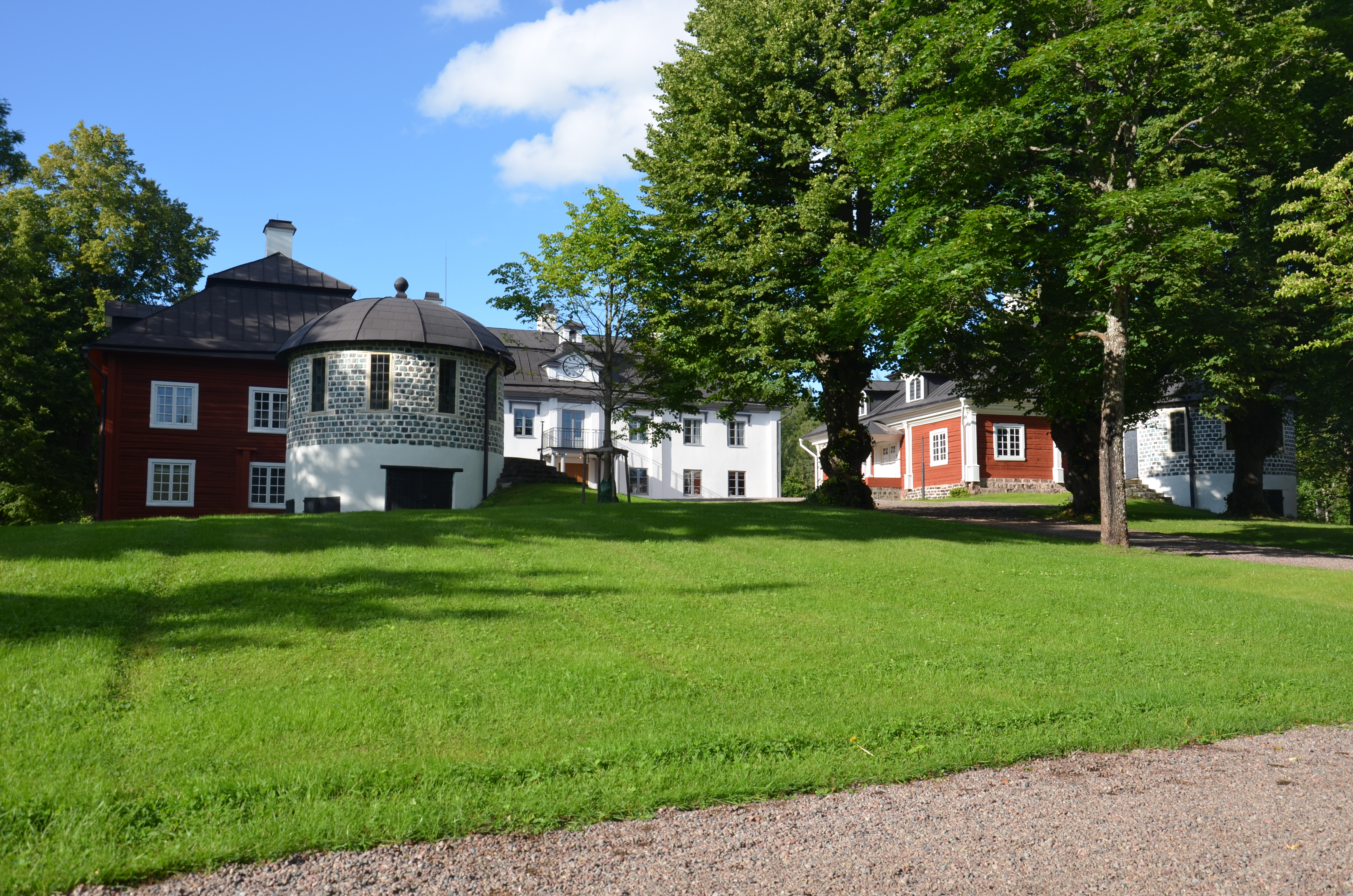
Le manoir aux ailes.
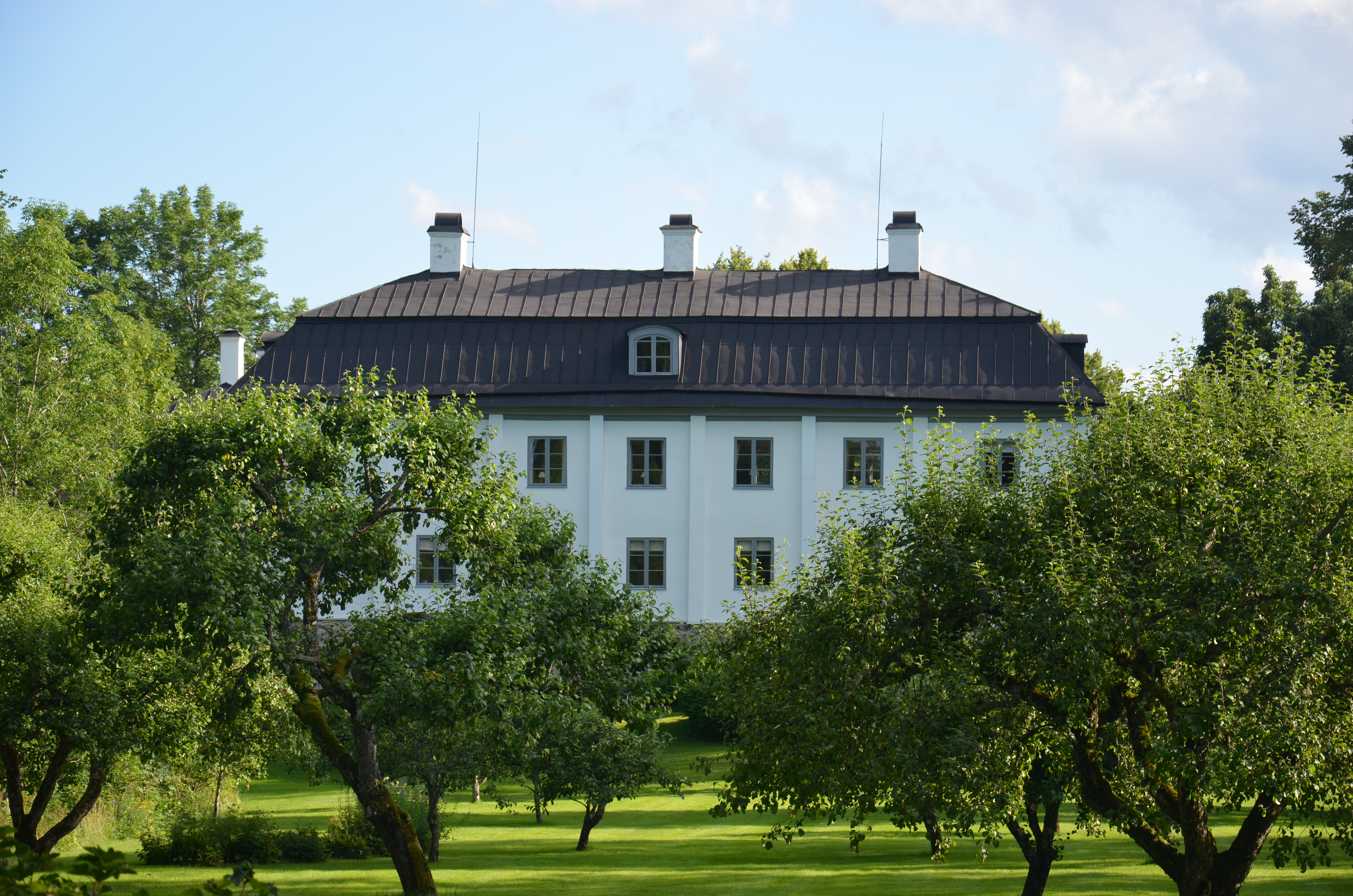
Le manoir du côté du jardin.
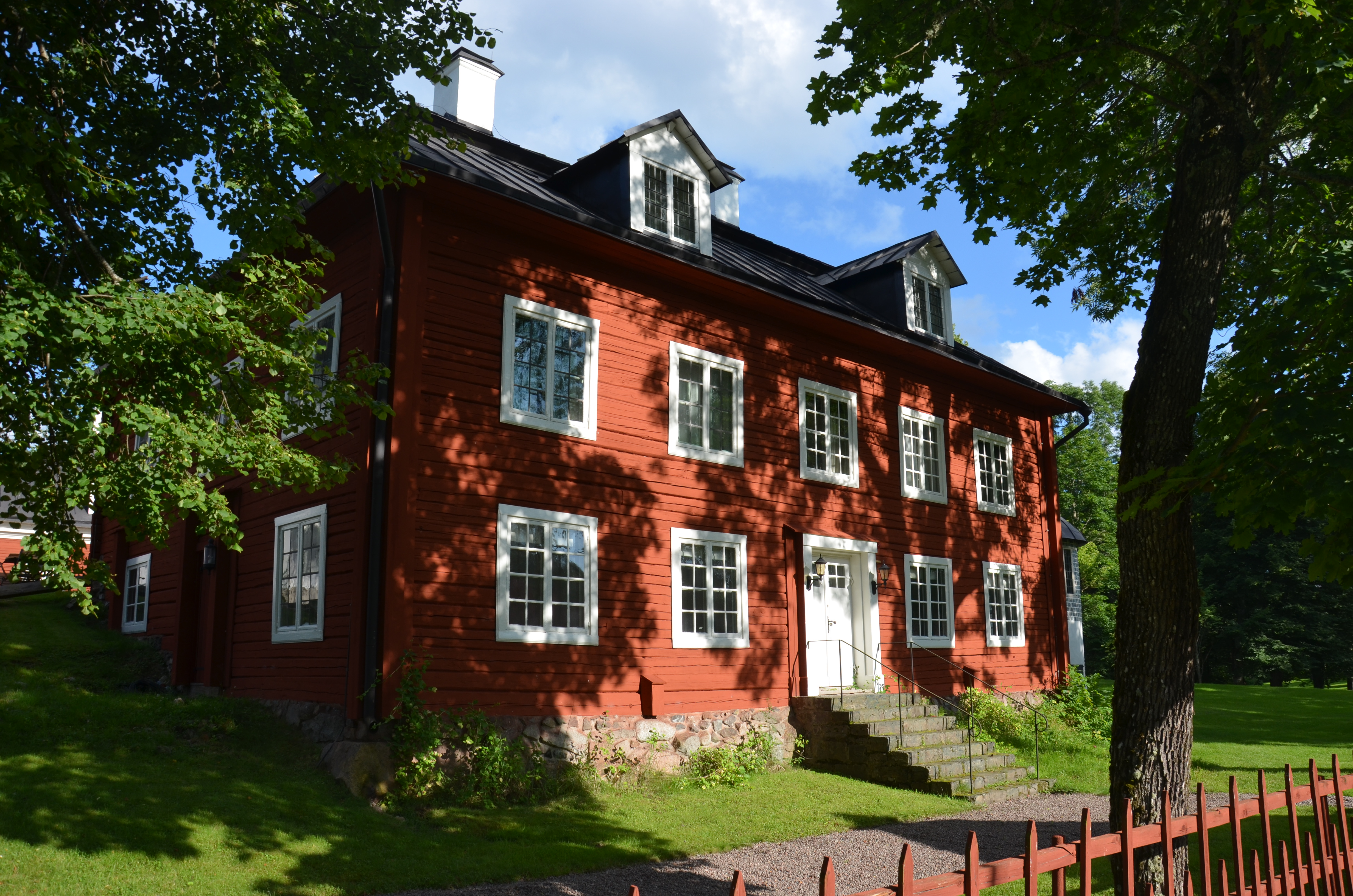
L'aile ouest.
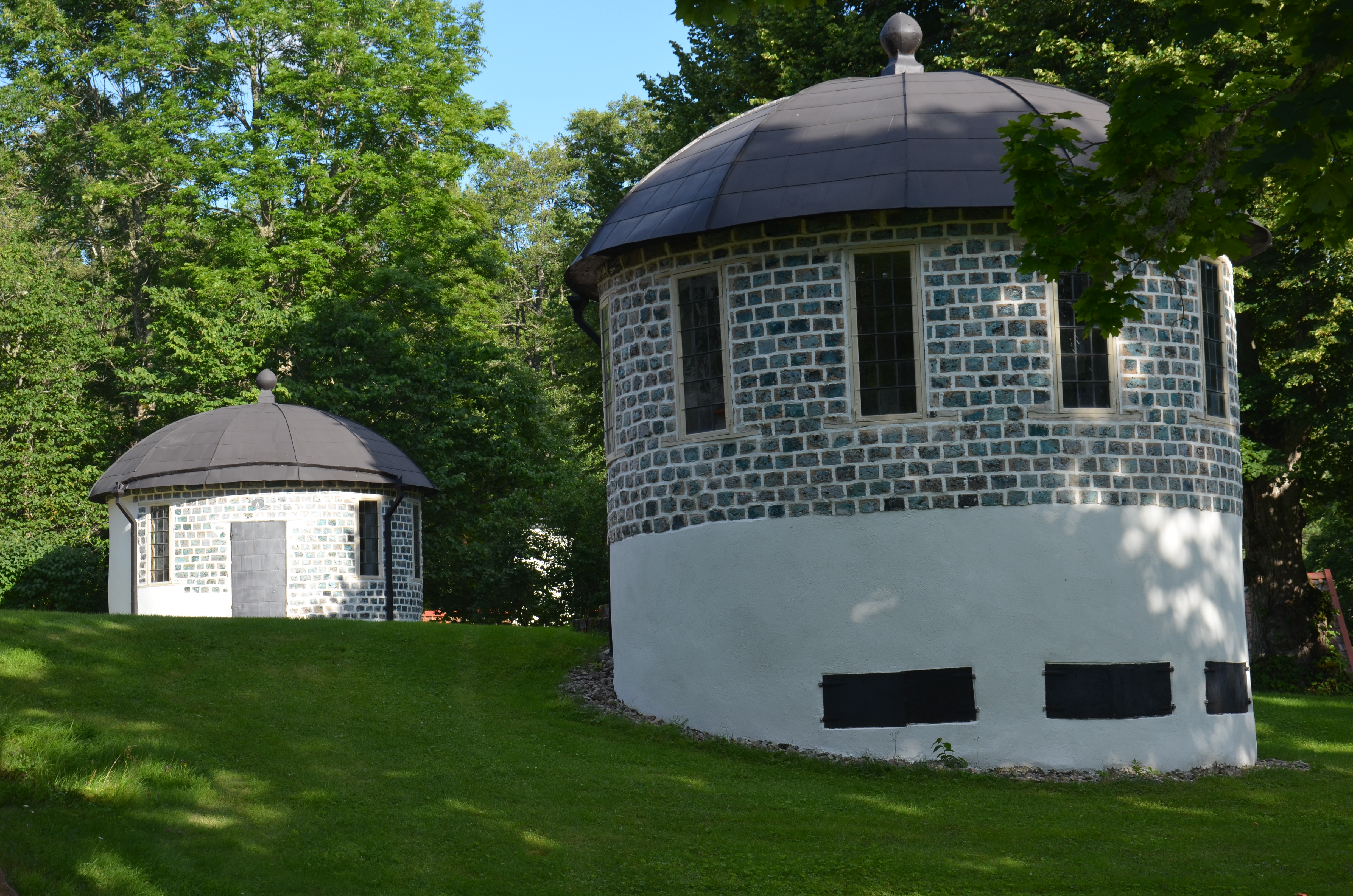
Les deux tours de pierre de laitier.

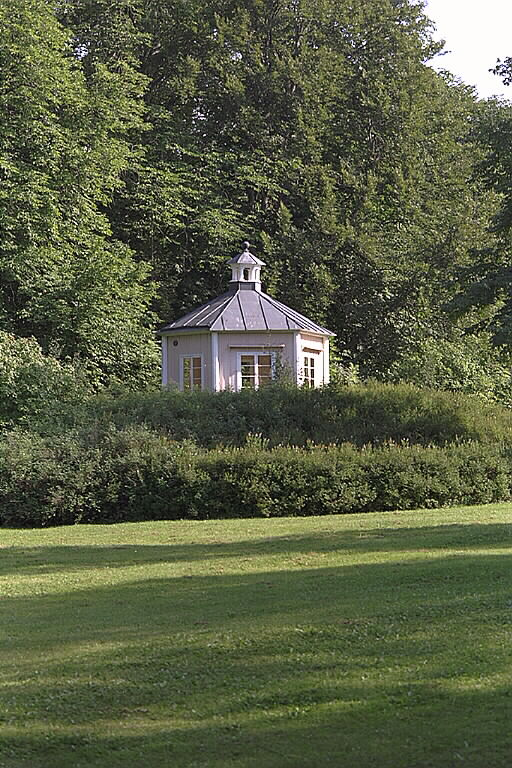
Le gazébo dans le jardin.

Le manoir initial est construit au début du XVIIIe siècle, avec probablement déjà un bâtiment principal et deux ailes, formant un ensemble symétrique cher à l'idéal baroque. Le style des bâtiments était probablement similaire à celui de l'aile est actuelle. Après l'incendie dans les années 1740, le plan général est conservé pour la reconstruction, et il est possible que certaines parties de l'ancien manoir soient encore visibles dans le nouveau, par exemple dans les caves. Après la reconstruction, le bâtiment principal conserve une structure en bois, mais avec un bardage offrant une texture lisse qui est ensuite peinte, selon une technique popularisée en Suède par l'architecte Carl Hårleman. La couleur était probablement initialement un ocre clair, caractéristique des châteaux de l'époque. Le bâtiment comporte deux étages et sept rangées de fenêtres que vient coiffer un toit en mansarde. L'intérieur est richement décoré, le manoir étant un lieu de réception, avec les couleurs vives du baroque et des tapisseries couvrant les murs. La pièce principale est la grande salle, située à l'étage, avec des tapisseries rococo des années 1750. Lors de la rénovation des années 1780, Lorentz Petter Söderhielm applique une décoration de style gustavien, avec des fenêtres plus grandes permettant une meilleure luminosité et surtout une décoration intérieure plus sobre. Finalement, lors de sa rénovation du manoir en 1828, Gabriel Casper Timm ajoute un porche à colonnes et une tour d'horloge, et il repeint l'ensemble du bâtiment en blanc. S'il conserve en grande partie la décoration intérieure héritée des Söderhielm, il pare certaines pièces d'une décoration de style Empire. Le manoir abrite aussi sa collection minéralogique et zoologique ainsi que sa librairie.
L'aile ouest, ou aile de Söderhielm, (Söderhielmska flygeln) est ajoutée dans les années 1780 pour accueillir la famille nombreuse de Lorentz Petter Söderhielm. Elle fait écho à l'aile est, et adopte par exemple aussi un toit säteritak, bien que cette architecture soit passée de mode. À la même période, Lorentz Petter ajoute aussi deux pavillons ronds en pierre de laitier en alignement avec les ailes. Le pavillon ouest fait office de gazébo tandis que le pavillon est abrité les latrines.
Tout autour du manoir s'étend un vaste jardin à l'anglaise datant de 1870. Celui-ci succède au jardin à la française datant de l'époque de la famille Söderhielm, dont la symétrie parfaite n'était perturbée que par le cours naturel de la rivière. Le parc comprend un gazébo rose pastel ainsi que les ruines de l'orangerie de l'ancien jardin à la française.

#### Autres bâtiments

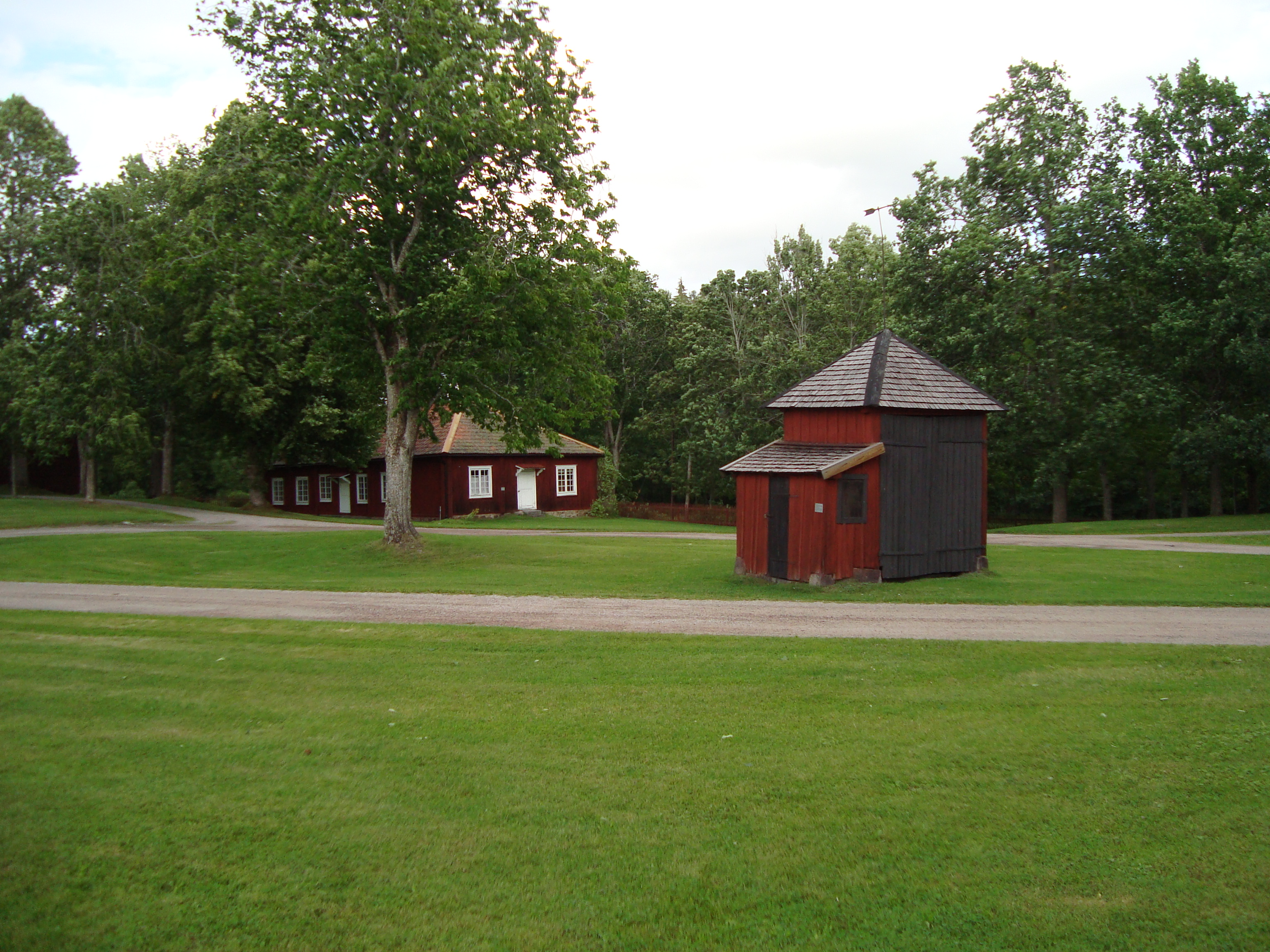
Le poids public au premier plan et l'auberge (Krogen) à l'arrière-plan.
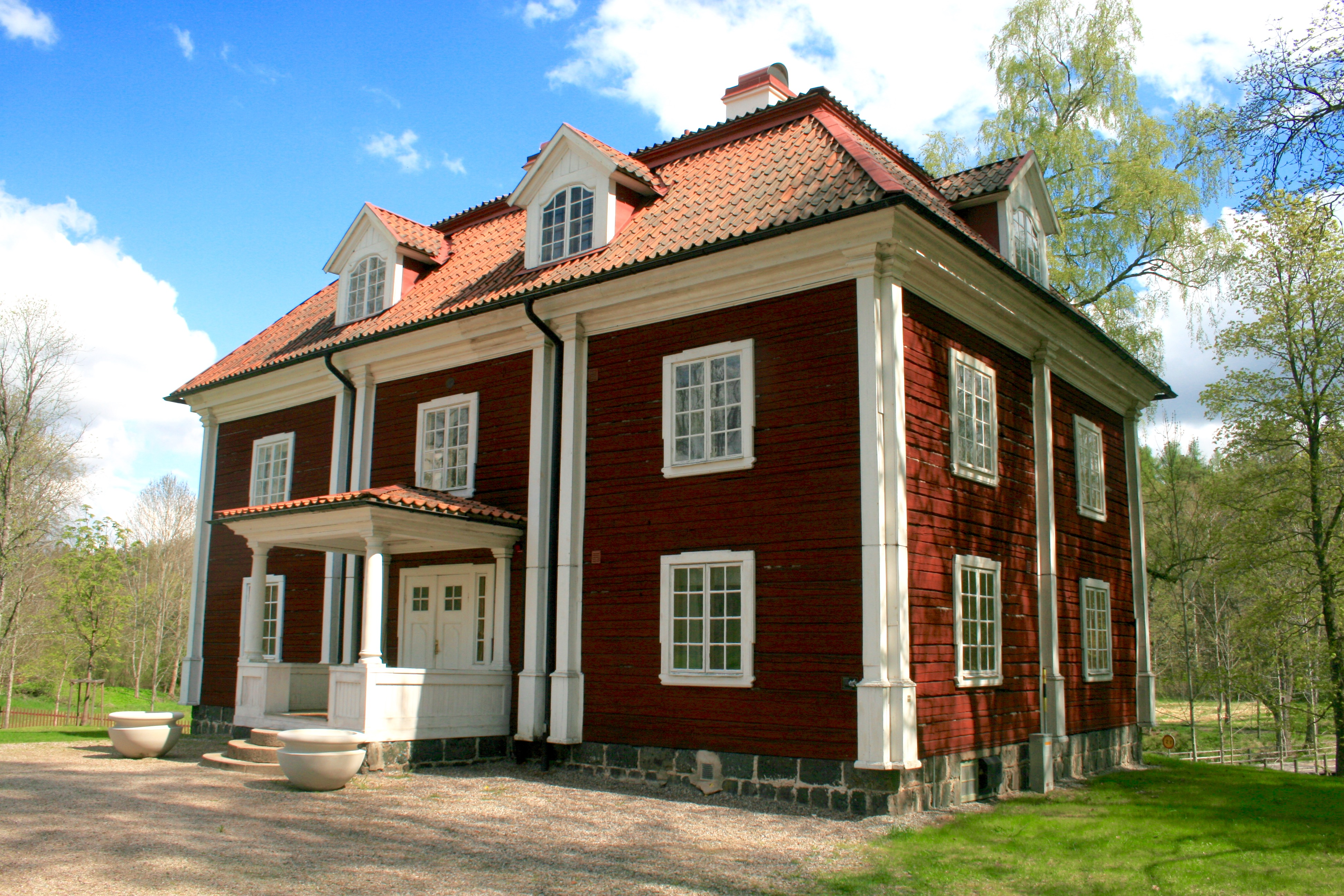
Les nouveaux bureaux de la forge.
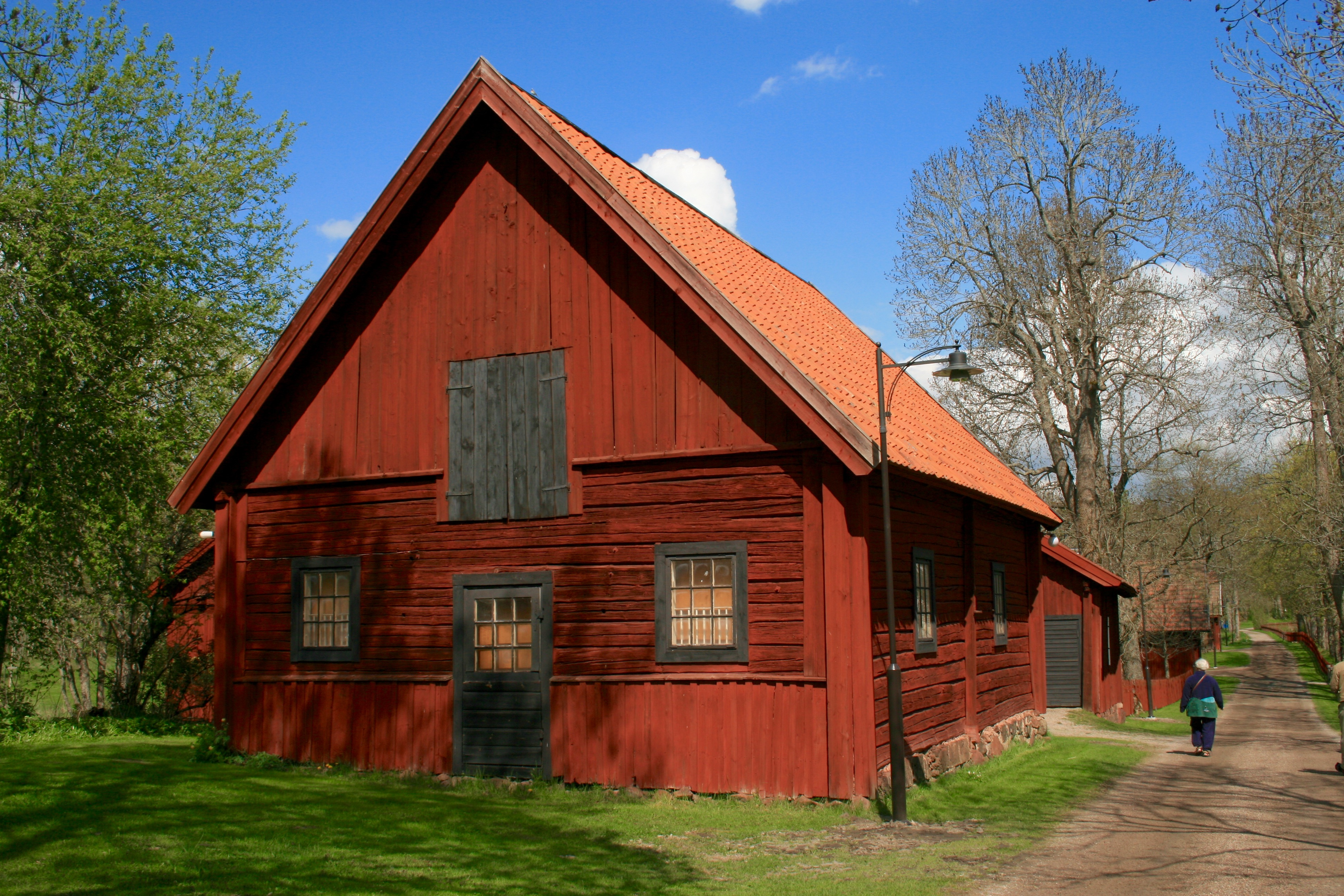
Le chemin bruksgatan et des bâtiments agricoles.
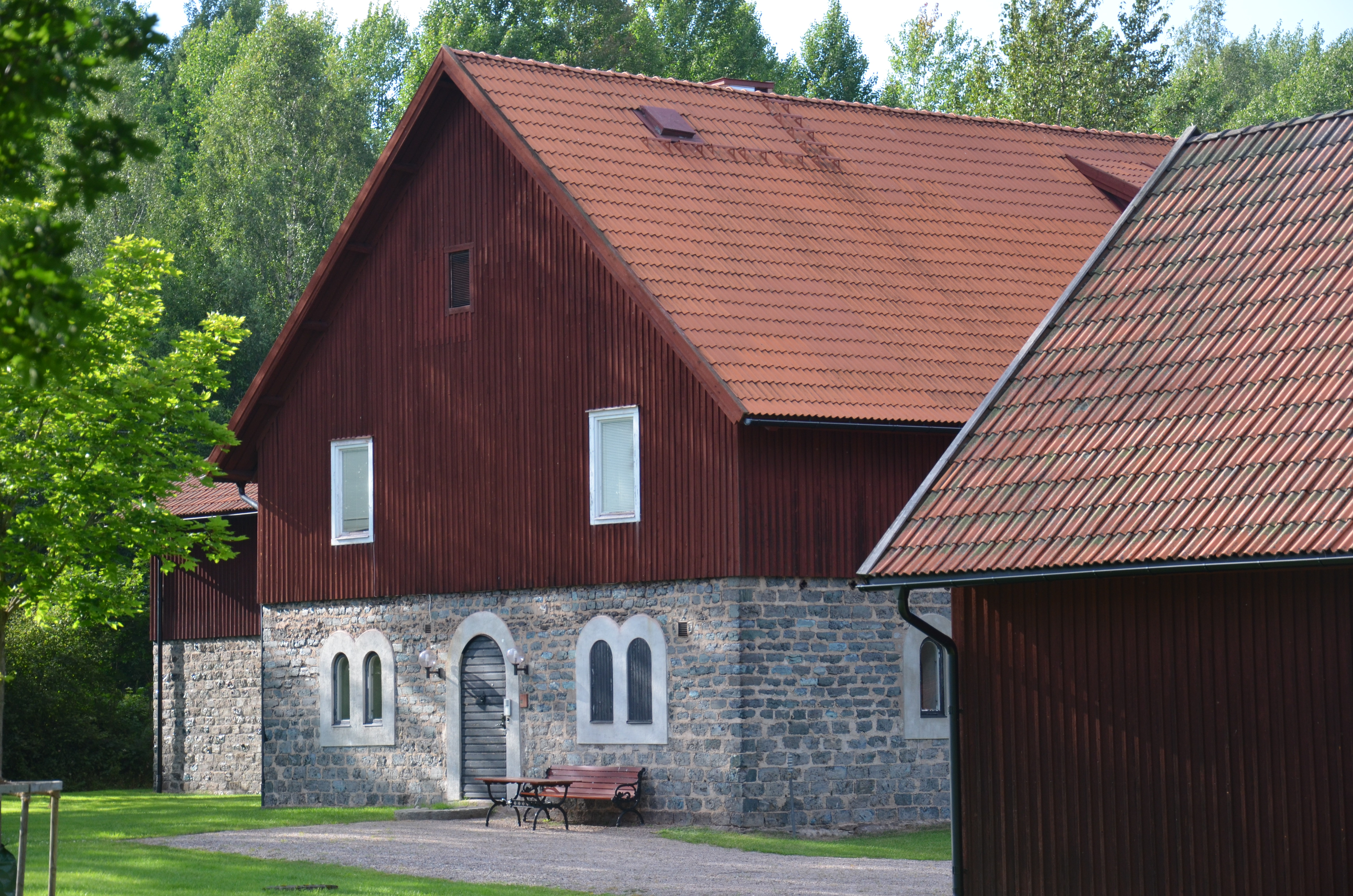
L'ancienne grange en bois et pierre de laitier qui accueille maintenant les archives[V 43].

Le site d'Engelsberg comprend un nombre important de bâtiments annexes préservés, montrant les différentes facettes de la vie autour des forges. Si certains des bâtiments sont directement liés à l'activité industrielle, tel le poids public permettant de peser le charbon et le fer, d'autres sont liés à la vie dans la communauté, telle l'auberge (Krogen) où les ouvriers pouvaient boire de l'alcool ou passer la nuit. Un bâtiment notable est le nouveau bureau de la forge (nya Brukskontoret) qui est originaire de Dalécarlie mais est déplacé à l'emplacement actuel en 1917. Un grand nombre de bâtiments témoignent aussi des activités agricoles, séparés du domaine industriel par la rue Bruksgatan. Ceci inclut en particulier la grande grange de 1873 en bois et pierre de laitier. La plupart de ces bâtiments sont en bois, peints en rouge de Falun avec des ornements blancs, un style très typique de la Suède du XIXe siècle.

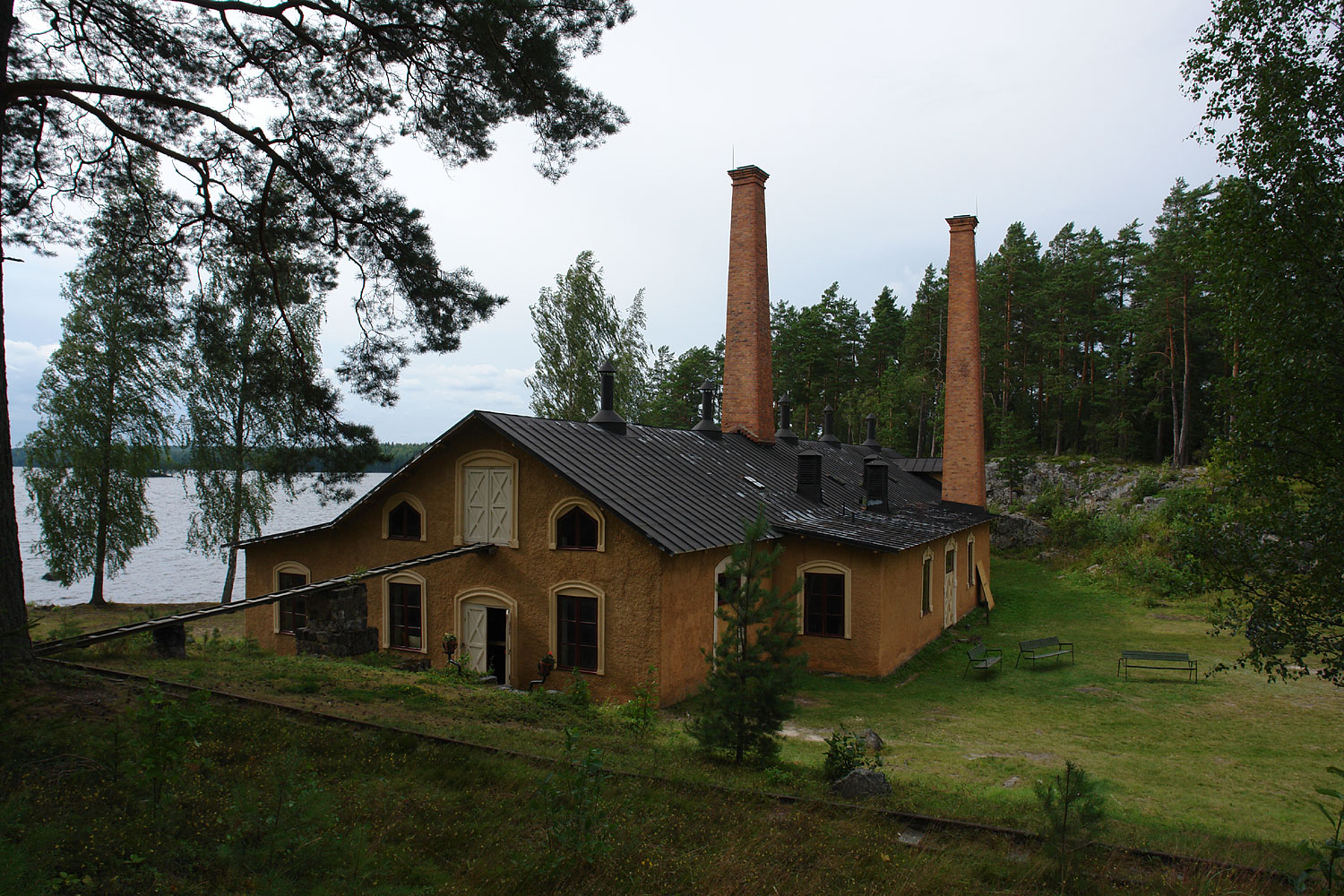
La raffinerie à Oljeön.
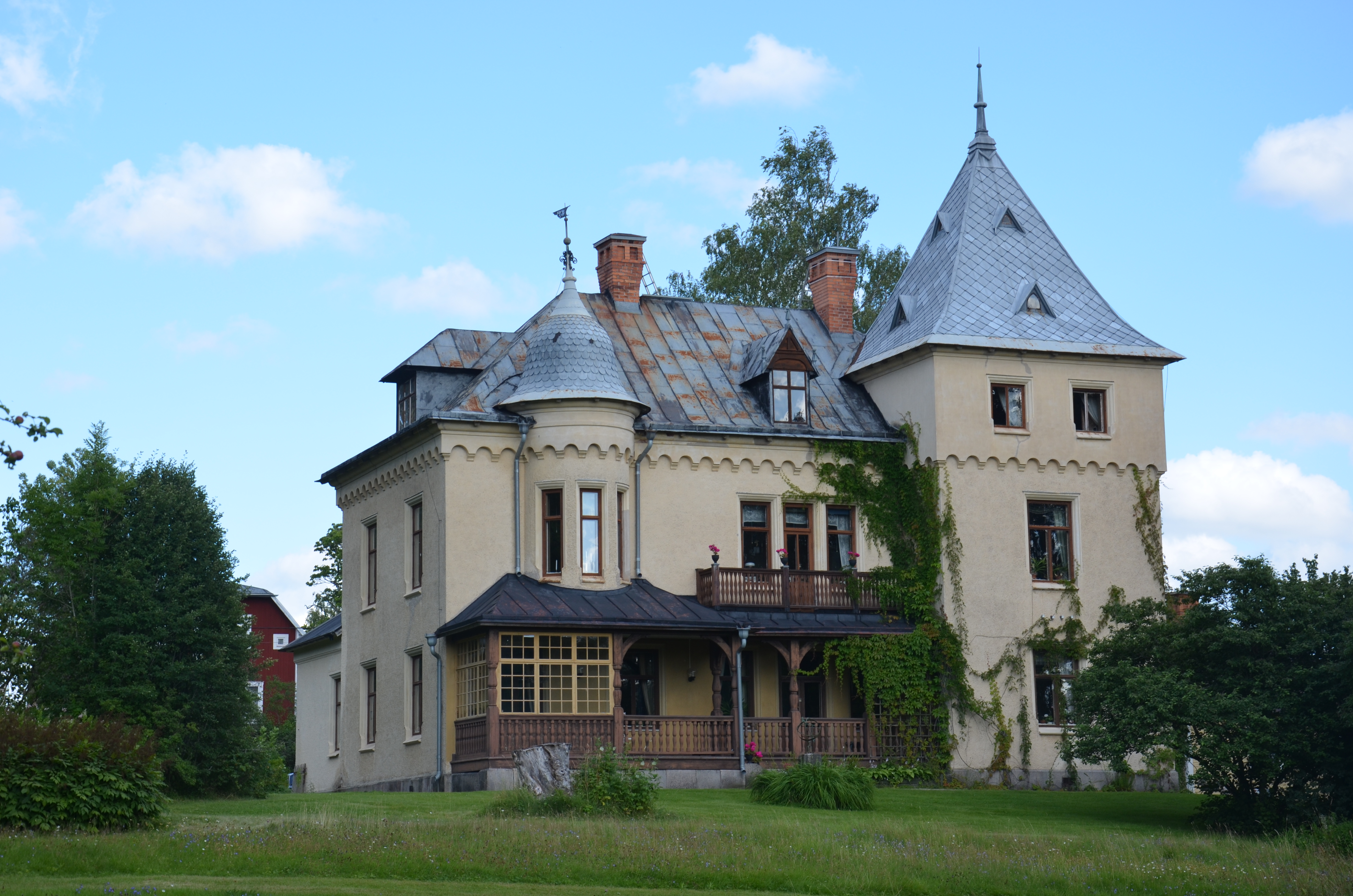
La villa Odensnäs.
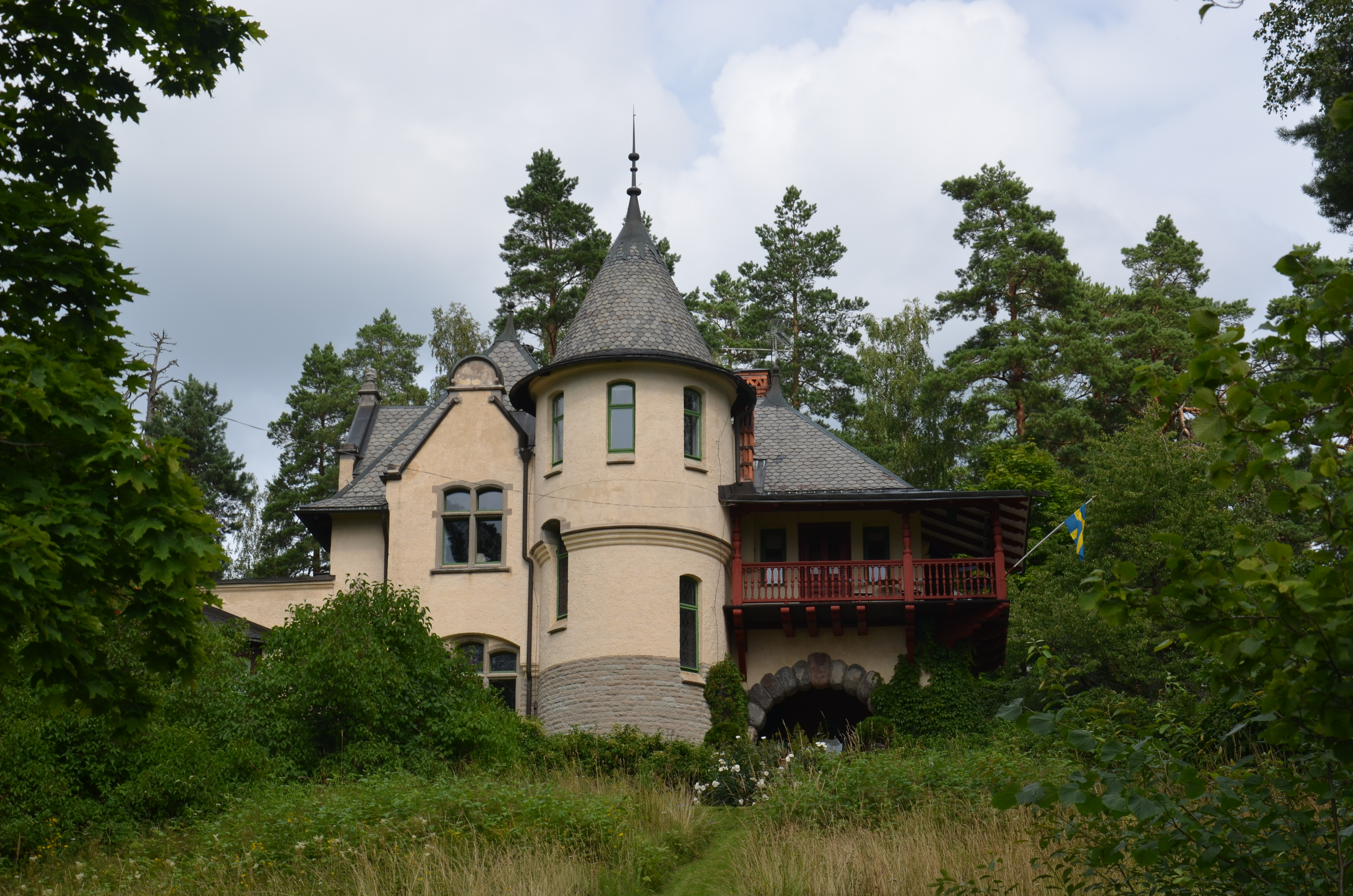
La villa Hvilan.
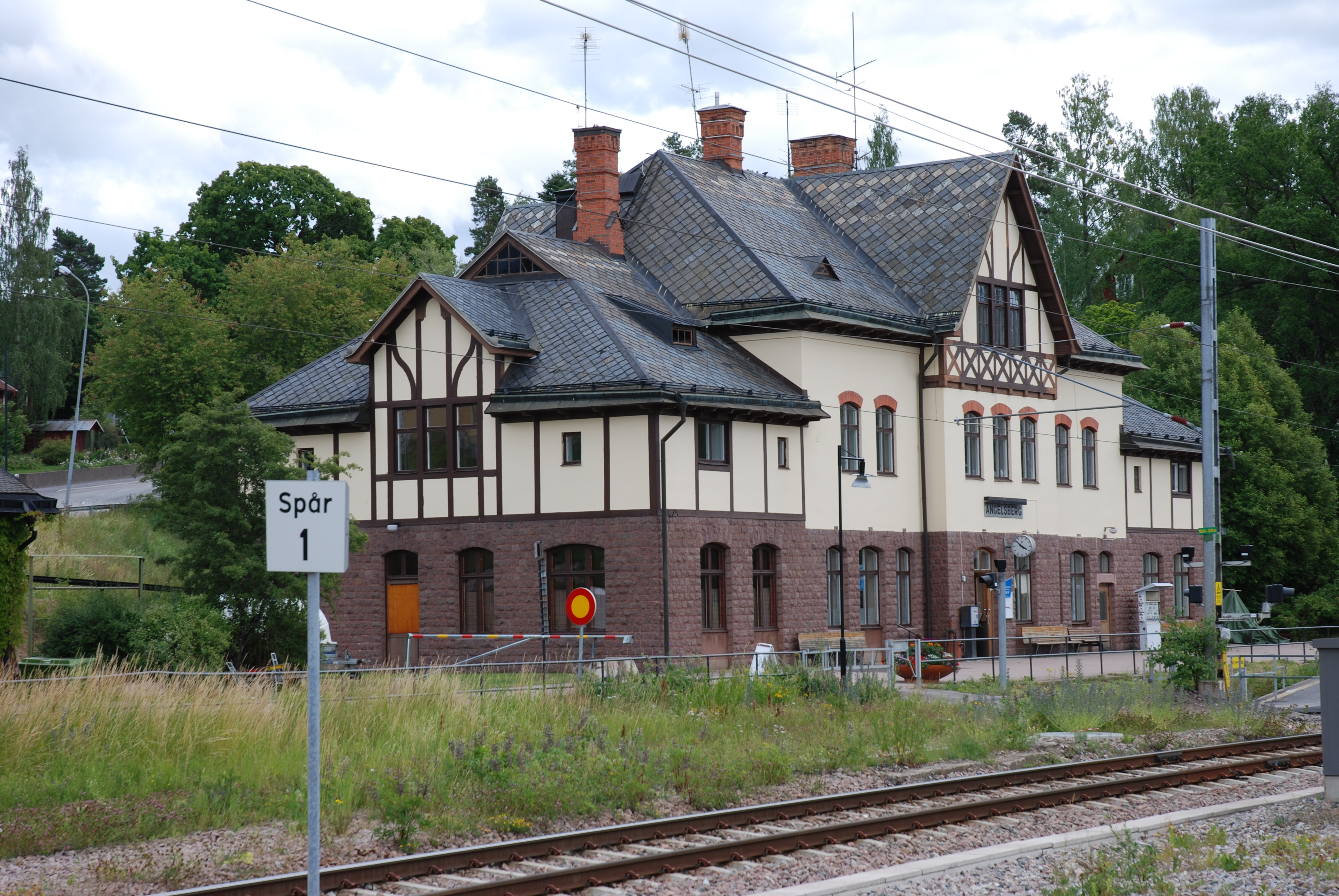
La gare d'Ängelsberg.

La plupart des habitations des travailleurs se situaient plus en retrait, dans le village d'Ängelsberg. Ce dernier n'est pas planifié comme beaucoup de villages près de forges, en particulier en Uppland, mais s'est développé naturellement, avec des bâtiments de différentes époques au fur et à mesure de l'évolution des forges. Bien qu’il ne soit pas inclus dans le site classé au patrimoine mondial, le village possède de nombreux sites d'importance patrimoniale et culturelle. Un site particulièrement notable est Engelsbergs oljefabrik, communément appelé Oljeön (l'île du pétrole), qui est l'une des plus anciennes raffineries de pétrole préservée au monde, datant de 1876. Ainsi, malgré une activité métallurgique en crise, Ängelsberg peut continuer son développement. La raffinerie importait du pétrole américain et le raffinait en différents produits, mais fait faillite en 1927 en partie à cause de taxe à l'import. À la fin du XIXe siècle, le village est un lieu de rencontre pour divers artistes, tels que Arvid Mauritz Lindström (en), et attire aussi les talents d'importants architectes. En particulier, le village compte trois villas d'Isak Gustaf Clason : Ulvaklev, Hvilan et Odensnäs, présentant des caractères nordiques (style romantique national) mêlés à des influences étrangères, telles que la Renaissance et l'Art nouveau. La gare d'Ängelsberg présente aussi une architecture intéressante, œuvre d'Erik Lallerstedt datant de 1900.